# Свети Атанасий (Агова махала)
„Свети Атанасий“ (на гръцки: Ιερός Ναός Αγίου Αθανασίου) е православна църква в сярското село Агова махала (Аделфико), Егейска Македония, Гърция, енорийски храм на Сярската и Нигритска епархия на Вселенската патриаршия.

## История
Църквата е построена в 1952 – 1953 година в центъра на селото. Осветена е в 1970 година от митрополит Константин Серски и Нигритски. Храмът е разширен с притвор. Към енорията се числят и църквите „Свети Мина“ и „Св. св. Константин и Елена“.